# Christopher Boyes
Christopher Boyes är en amerikansk ljudmixare som har vunnit fyra Oscar för bästa ljud och bästa ljudredigering. Han har dessutom nominerats för ytterligare sju Oscar. För de två första Pirates of the Caribbean filmerna har Boyes nominerads för både bästa ljud och bästa ljudredigering. Filmerna han har vunnit för bästa ljudredigering är Titanic och Pearl Harbor. Och filmerna han har vunnit för bästa ljud är Sagan om konungens återkomst och King Kong.

## Oscarsnomineringar och -vinster
- 1. Titanic (1997) (Vann)
- 2. Sagan om ringen (2001)
- 3. Pearl Harbor (2001) (Vann)
- 4. Sagan om de två tornen (2002)
- 5. Pirates of the Caribbean: Svarta Pärlans förbannelse (2003)
- 6. Sagan om konungens återkomst (2003) (Vann)
- 7. King Kong (2005) (Vann)
- 8. Pirates of the Caribbean: Död mans kista (2006)
- 9. Avatar (2009)
- 10. Hobbit: Smaugs ödemark (2014)